# Псалтирь Бланки Кастильской

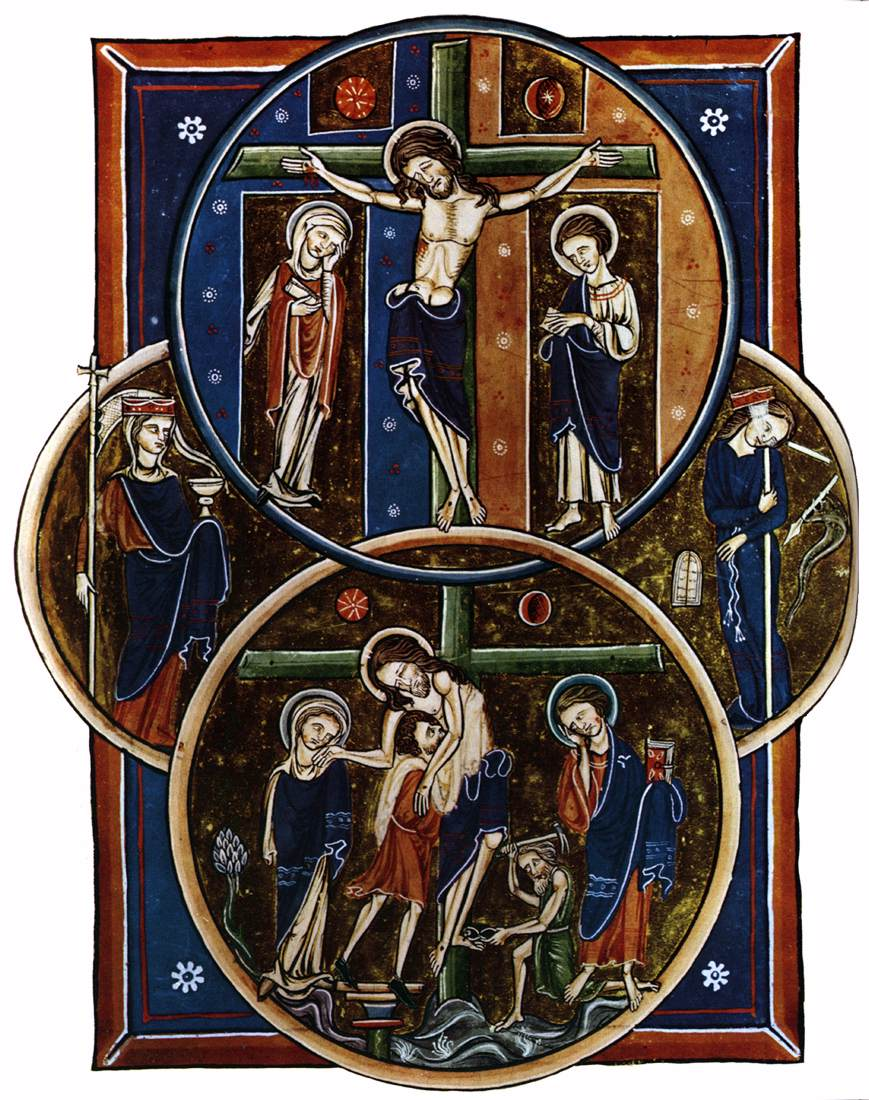
Миниатюра из Псалтири Бланки Кастильской (около 1235) со сценой распятия

Псалтирь Бланки Кастильской (фр. Psautier de Blanche de Castille) — богато иллюминированная латинская Псалтирь, изготовленная в начале XIII века для Бланки Кастильской, жены Людовика VIII и королевы Франции.
Состоит из 190 пергаментных листов ин-фолио, имеет размеры 280×200 мм. Псалтирь содержит 9 декоративных инициалов и 27 миниатюр, изображающих сцены из Ветхого Завета, Страстей Христовых и жития Пресвятой Девы Марии, отличающиеся насыщенными красками. Псалмам предшествует календарь, украшенный 24 медальонами с изображением знаков зодиака и работ, относящимся к данным месяцам.
Первоначально рукопись принадлежала капелле-реликварию Сент-Шапель, в коллекции которой она засвидетельствована с 1335 года. Со времён Французской революции рукопись находилась в библиотеке Арсенала. Точных данных о происхождении Псалтири нет, но тщательный палеографический анализ позволяет связать его с королевскими рукописями из скриптория Сент-Шапель. Судя по надписи, сделанной в XIV веке на странице 190, книга была изготовлена для королевы Бланки Кастильской, матери святого Людовика IX. Миниатюра, изображающая коленопреклоненную женщину перед алтарём на карте 122 v, вероятно, является изображением королевы. Во времена короля Франции Карла V Мудрого книги переплетались в обложки, украшенные геральдическими лилиями.

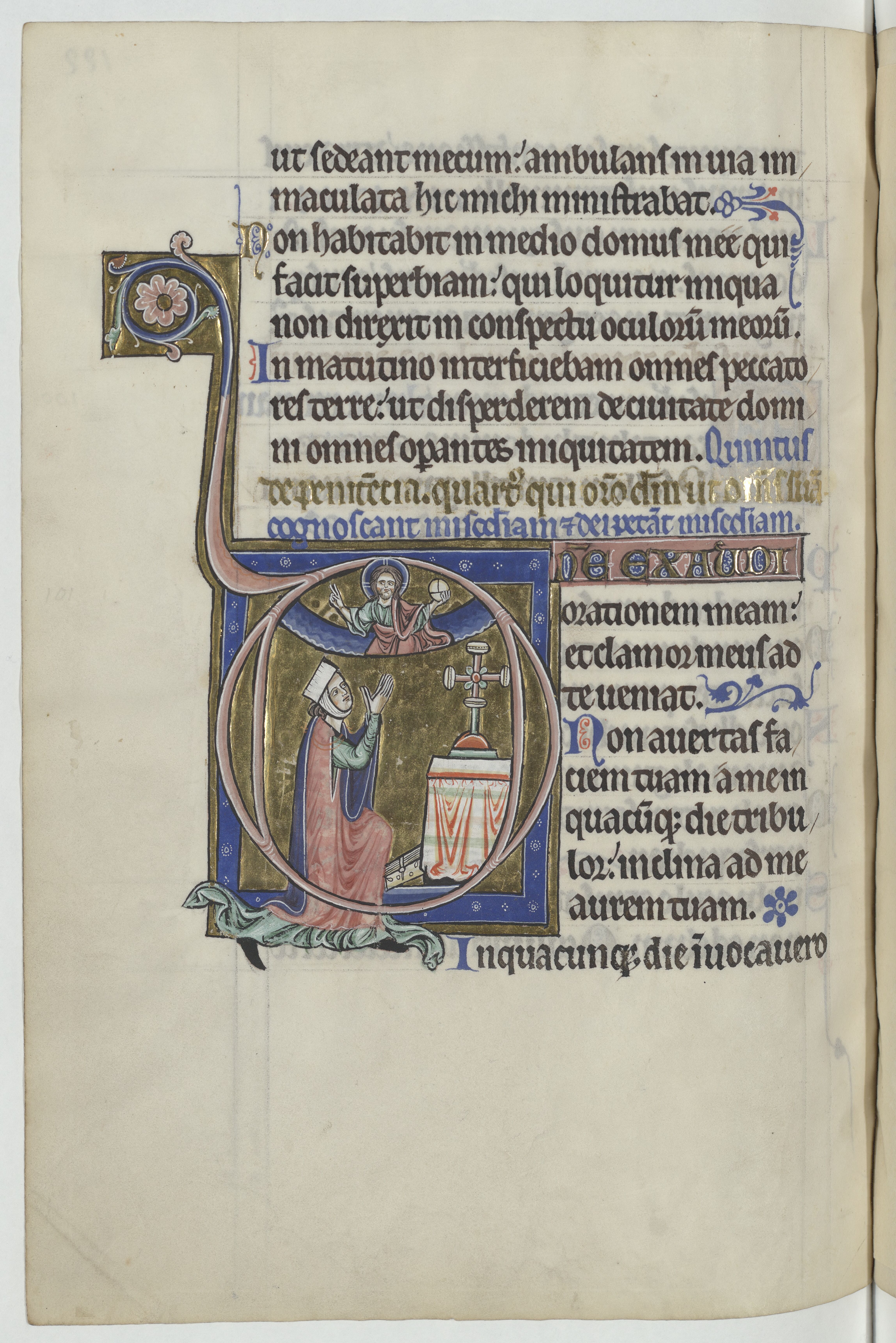
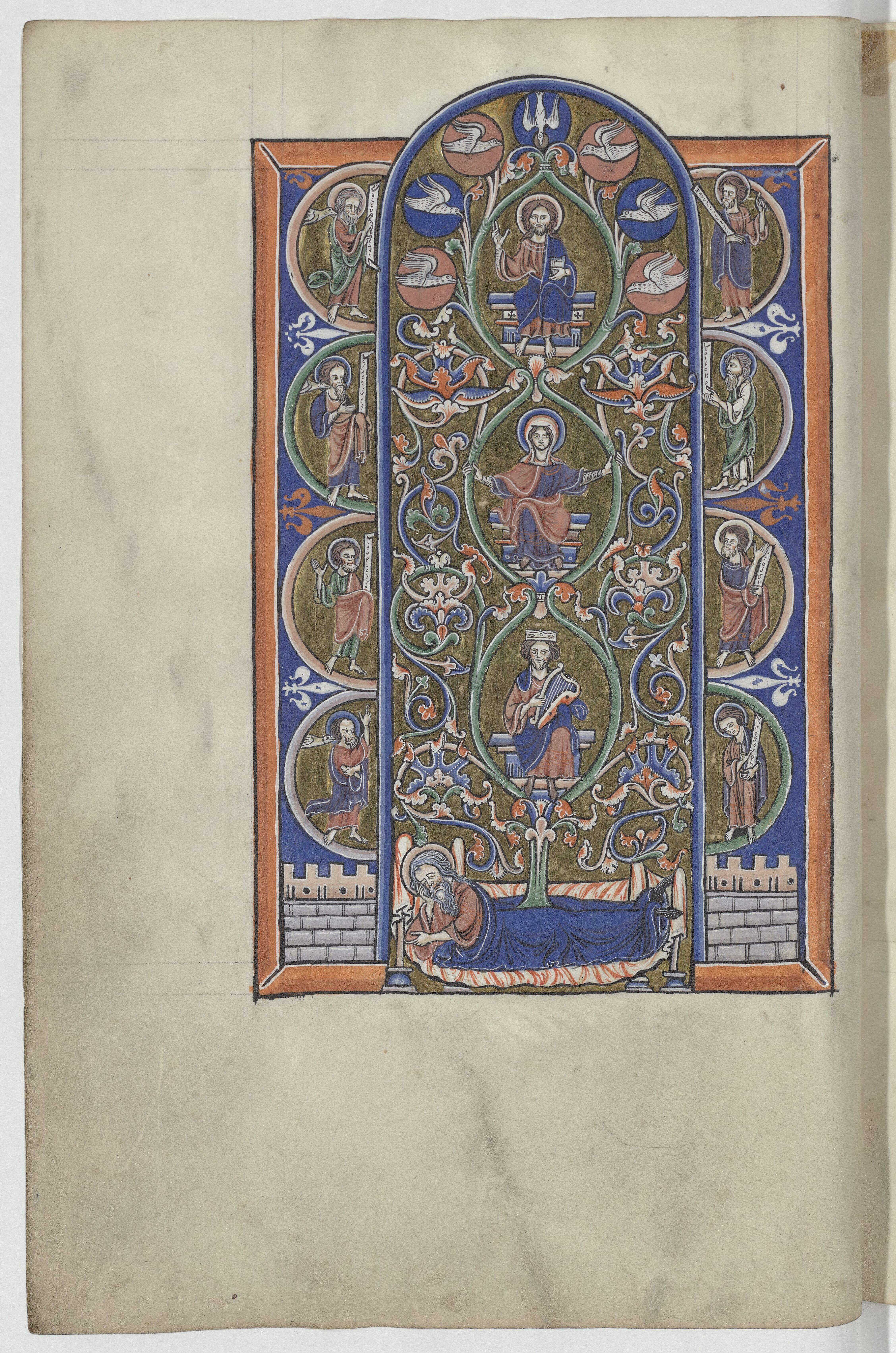
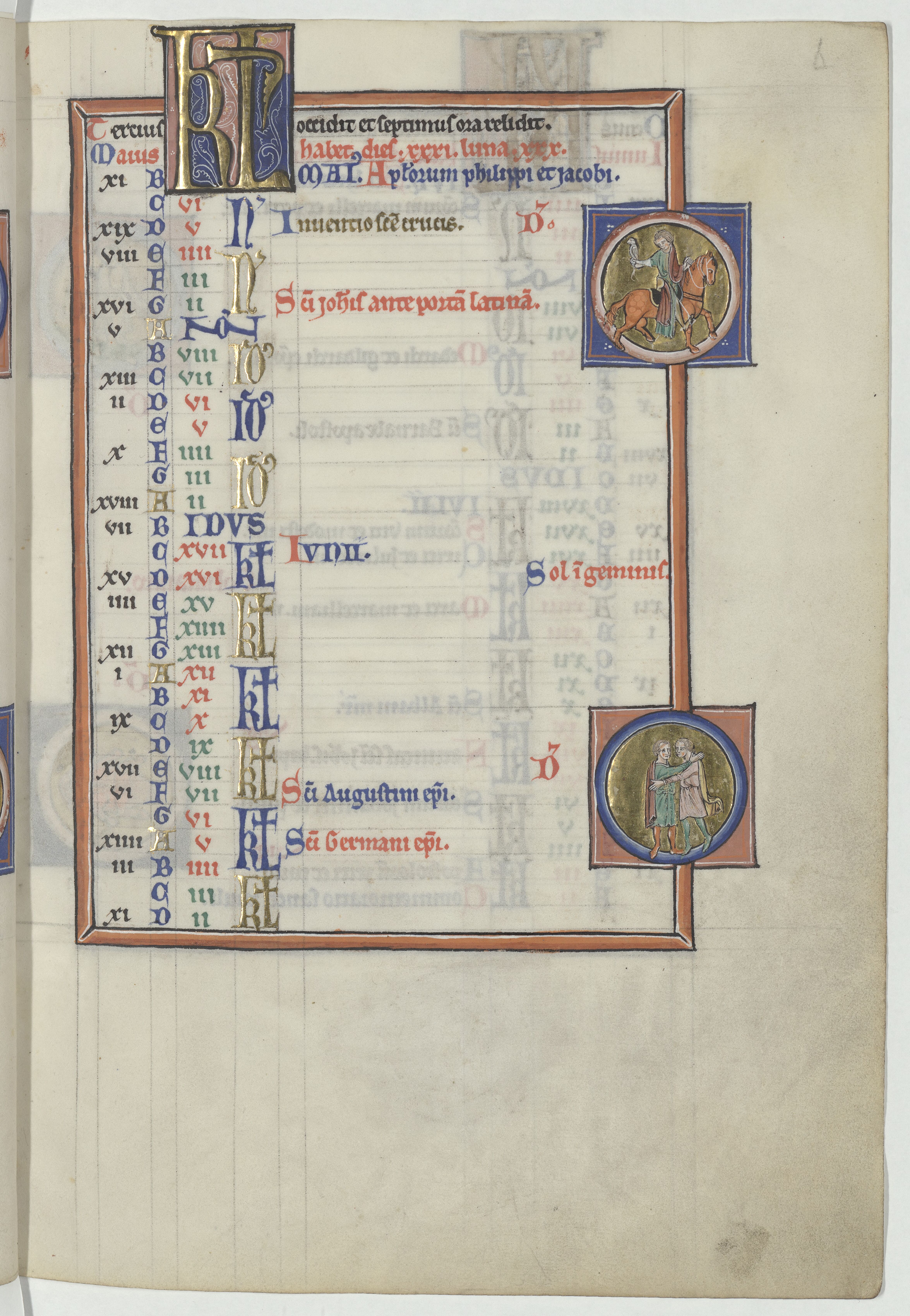
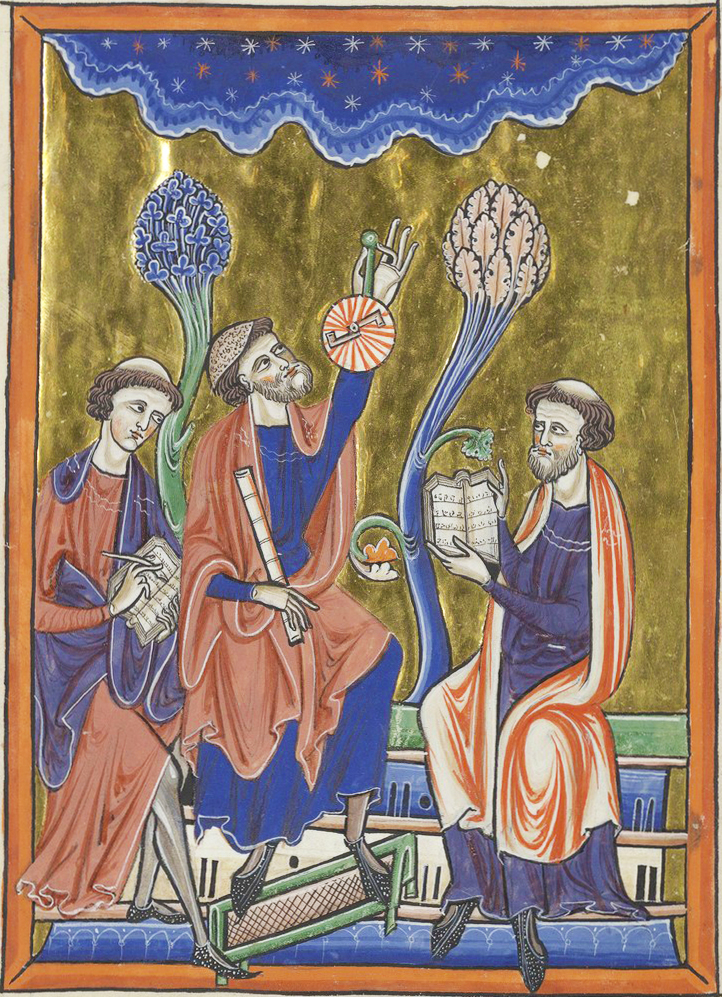
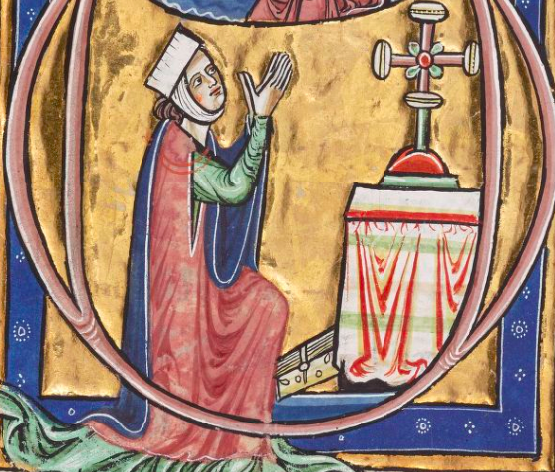
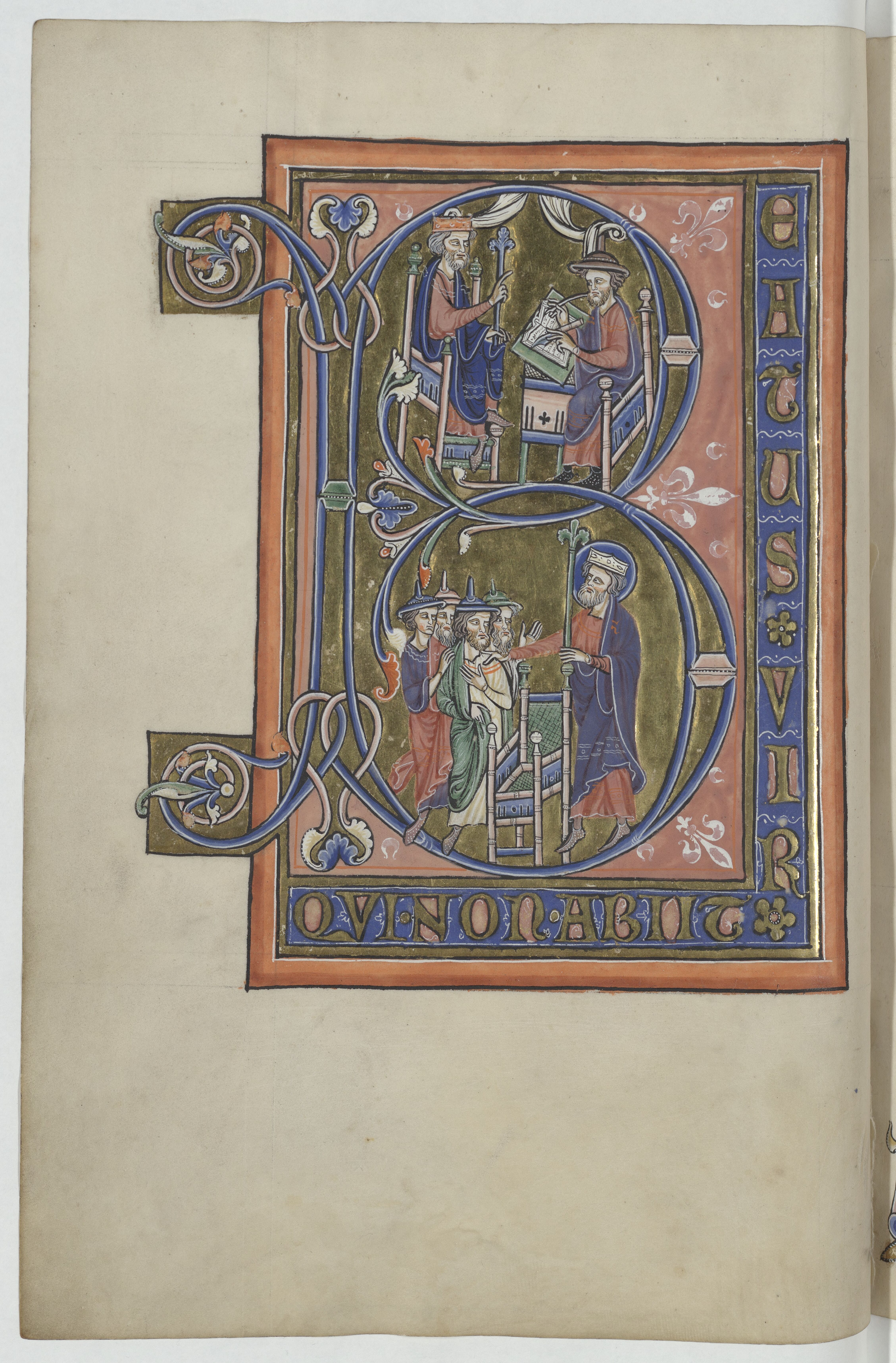